# 潘占春
潘占春（1966年10月29日—）是一名中国航天员，於1998年成为中国载人航天工程第一批航天员第一批航天员14人中的一员。
成为航天员之前，他曾服役於中国人民解放军驻天津部队。2014年3月13日，潘占春与吴杰、陈全、赵传东、李庆龙等4名第一批航天员停航停训，退出现役航天员序列。退役后，他从事航天科普、航天公益，向中小学生介绍航天知识。